# Zászpafélék
A zászpafélék (Melanthiaceae) a liliomvirágúak rendjének (Liliales) egyik családja. Korábbi rendszerekben (pl. Urania Pflanzenwelt) a valódi liliomok (Liliaceae) egyik alcsaládja volt.

## Tulajdonságaik
Gyöktörzses vagy hagymás évelő növények. A legtöbb faj rizómás és leveles szárú. Virágaik végállóak, sugarasan szimmetrikusak, lepelleveleik pedig szabadok. Termésük egységesen toktermés. Sok génusz levelei örvösen állnak, tenyeresen erezettek, kivéve éppen a névadó zászpa (Veratrum) nemzetséget. Fontos jellegzetességük, hogy a csucsorokhoz hasonlóan erősen mérgező és rákkeltő szteroid alkaloidokat tartalmaznak. Amikor a történelmi Magyarország hegyvidékein a tárnics (Gentiana) gyökerét gyűjtötték szeszfőzéshez, gyakran összetévesztették a zászpával, és ez súlyos mérgezésekhez vezetett.

## Ismertebb fajaik
Tizennyolc nemzetség 170 faja tartozik a zászpák közé; nálunk két nemzetség négy faja honos.
Hazánkban leggyakoribb a fehér zászpa (Veratrum album). Ez sokfelé előfordul az eurázsiai zónában, még az alpesi területekre is felhatol. Leginkább a nedves réteket, lápligeteket, láperdőket kedveli. Gyökerének és gyöktörzsének kivonata erős hatású drog, ami gyógyszeralapanyag, de számos mérgező alkaloidot is tartalmaz.
Mezofil erdőkben tenyészik a fekete zászpa (Veratrum nigrum).